# Philippe-Charles Schmerling

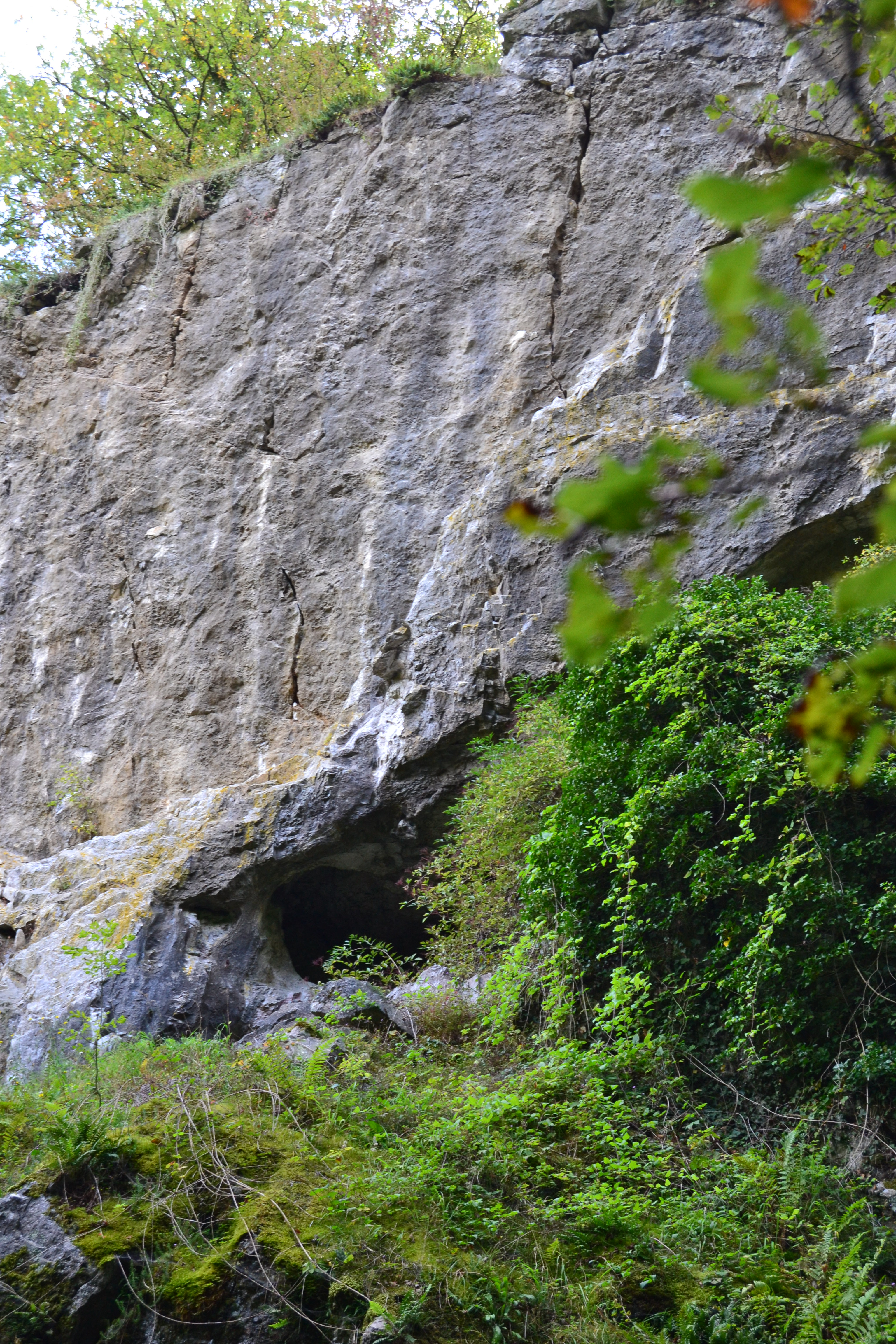
Les coves Schmerling

Philippe-Charles o Philip Carel Schmerling (2 de març de 1790 a Delft – 7 de novembre de 1836, a Lieja) va ser un prehistoriador belga flamenc i pioner en la paleontologia i la geologia.
L'any 1829 va descobrir el primer fòssil d'home de Neandertal a la cova d'Engis, era una part del crani d'un infant, malgrat tot no es va reconèixer que era d'un nenadertal fins a l'any 1936 i actualment se sap que era un fòssil datat d'entre 30.000 i 70.000 anys enrere. Era el segon fòssil humà descobert després de l'anomenat Red Lady of Paviland de Gal·les descobert el 1823.

## Biografia
Schmerling era fill d'un comerciant de religió protestant d'origen del 's-Hertogenbosch (Bosc del Duc en neerlandès), Jan Carel Schmerling, i la sevamare eraneerlandesa, Lucia van Koijck, del Dordrecht. Schmerling estudià medicina a Delft i a Leiden. Va exercir com amete a l'exèrcit neerlandès entre 1812 i 1816. Es casà el 1821 a Venlo i elmatrimoni es traslladà a Lieja i va esdevenir doctor en medicina el 1825. His doctoral dissertation was on the subject De studii psychologiae in medicina utilitate et necessitate.
l'any 1829 excavà un fòssil humà a la cova Les Awirs, a la regió de Flémalle, entre Lieja i Huy. Schmerling investigà en unes 60 coves calcàries de la província de Lieja i Luxembourg durant els anys següents.

## Obres

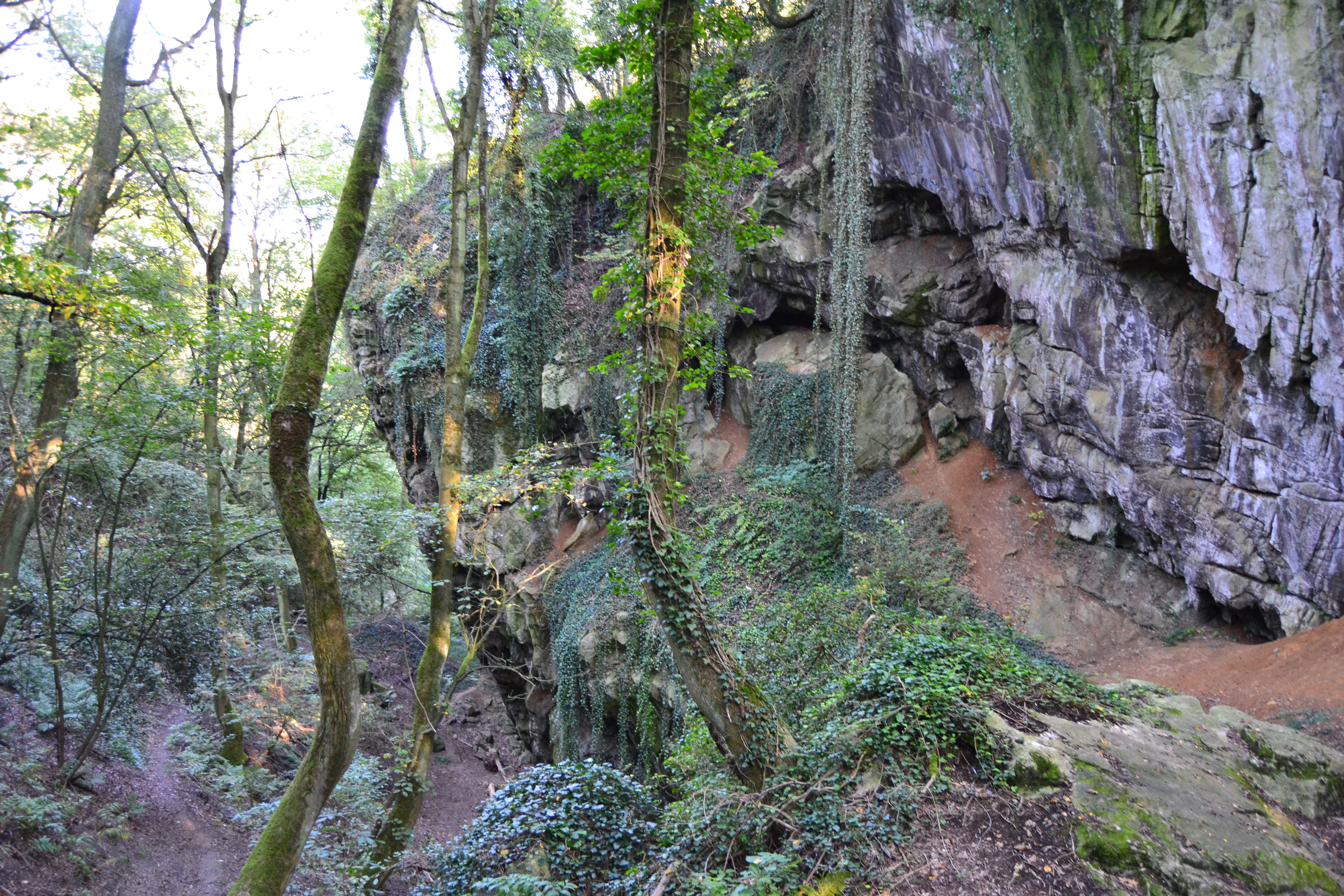
Penya-segat de les coves on hi va haver el descobriment

- De studii psychologiae in medicina utilitate et necessitate, Liège, 1825 ;
- « Cavernes à ossemens fossiles, découvertes jusqu’à ce jour dans la province de Liège » dans Philippe Vandermaelen, Dictionnaire géographique de la province de Liège, Bruxelles, Établissement géographique, 1831, p. 3-7 des annexes;
- Quelques observations sur la teinture de colchique et principalement sur son emploi dans les affections arthritiques et rhumatismales, Liège, P.J. Collardin, 1832;
- « Sur une caverne à ossemens de la province de Liége » dans le Bulletin de la Société géologique de France, t. III, 1833, p. 217-222;
- « Ueber die Knochenhölen bei Lüttich » dans Neues Jahrbuch für Mineralogie, Geognosie, Geologie und Petrefaktenkunde, 1, 1833, p. 38-48;
- Recherches sur les ossements fossiles découverts dans les cavernes de la Province de Liège, Liège, P.J. Collardin, 1833-1834 ;
- « Renseignements sur la caverne à ossements dite le trou de Hogheur, dans le Luxembourg » dans le Bulletin de l'Académie royale des sciences et belles-lettres de Belgique, t. II, 1835, p. 271-275;
- « Mémoire sur les ossemens fossiles à l'état pathologique, recueillis dans les cavernes de la province de Liège » dans Bulletins de l'Académie royale des Sciences et Belles-Lettres de Bruxelles, t. 2, 1835, p. 362-364;
- « Description des ossemens fossiles à l'état pathologique, provenant des cavernes de la province de Liége » dans Bulletin de la Société géologique de France, t. 7, 1835, p. 51-61;
- « Notice sur quelques os de pachydermes découverts dans le terrain meuble près du village de Chokier » dans le Bulletin de l'Académie royale des sciences et belles-lettres de Belgique, t. III, 1836, p. 82.